# Fletxa Valona 1947
La Fletxa Valona 1947 fou l'11a edició de la cursa ciclista Fletxa Valona. Es disputà el 15 de juny de 1947, entre Mons i Lieja, sobre un recorregut de 276 kilòmetres. El vencedor fou el belga Ernest Sterckx, que s'imposà en solitari en l'arribada a Lieja. Els també belgues Maurice Desimpelaere i Gustave Van Overloop completaren el podi.

## Classificació final
|    | Ciclista                   | Equip         | Temps      |
| -- | -------------------------- | ------------- | ---------- |
| 1  | Ernest Sterckx (BEL)       | Alcyon-Dunlop | 8h 43' 00" |
| 2  | Maurice Desimpelaere (BEL) | Alcyon-Dunlop | + 1' 20"   |
| 3  | Gustave Van Overloop (BEL) | L'Express     | + 1' 20"   |
| 4  | Stan Ockers (BEL)          | Groene Leeuw  | + 2' 00"   |
| 5  | Jean Breuer (BEL)          | Rochet        | + 3' 30"   |
| 6  | Émile Masson (BEL)         | Alcyon-Dunlop | + 8' 00"   |
| 7  | Prosper Depredomme (BEL)   | Dilecta       | + 8' 00"   |
| 8  | Jacques Geus (BEL)         | Mondia        | + 8' 00"   |
| 9  | Guillaume Cappelmans (BEL) | Peugeot       | + 9' 00"   |
| 10 | Albert Pottgens (BEL)      | Rochet        | + 12' 40"  |